# Peschiera (isola)
Peschiera (in croato: Piškera, detta anche Jadra su alcune mappe) è un'isola della Croazia, situata lungo la costa dalmata settentrionale; fa parte delle isole Incoronate. Amministrativamente appartiene al comune di Morter-Incoronate, nella regione di Sebenico e Tenin. Pur essendo disabitata ha una marina (porto Torrette) aperta da marzo a ottobre, situata tra la sua costa meridionale e lo scoglio Panitola Grande.

## Geografia
L'isola, lunga circa 4 km per 1 km di larghezza, ha una superficie di 2,66 km² e uno sviluppo costiero di 10,64 km e, nel gruppo delle Incoronate, è la terza per grandezza dopo Incoronata e Zut. Ha un'altezza massima di 126,2 m, il monte Otocevaz (Otočevac) a sud, e altri due rilievi superiori ai 100 metri (Dugi vrh e Ravni vrh). Si trova a sud-ovest dell'isola Incoronata, parallela ad essa, attorniata da altri isolotti e scogli. A sud-est la Bocca di Laussa (Vrata od Lavse), uno stretto passaggio di 140 m, la separa dall'isola di Laussa, mentre a nord-ovest, a circa 380 m, si trova l'isolotto Idra Grande.

### Isole adiacenti
- Scogli Gustaz[11], a nord:
  - Corignago (Koritnjak).
  - Gustaz (Gustac).
- Calefantini[11] (hrid Kalafatin), piccolo scoglio 550 m[3] circa a est di Gustaz, a sud delle due piccole insenature Mala e Vela Ropotnica;  ha un'area di soli 4 m²[12] 43°46′35.74″N 15°21′37.52″E.
- Gristaz[11] (hrid Gizela o Gvislac), piccolo scoglio 80 m[3] a est di Gustaz; ha un'area di 26 m²[12] 43°46′30″N 15°21′14.51″E.
- Camicich[11] (hrid Kamičić o Kamičica), piccolo scoglio a sud di Gustaz, vicino a Peschiera; ha un'area di 41 m²[12] 43°46′07″N 15°21′05″E.
- Blitvizza[13], Permetgnak[11] o Primetta[7] (Blitvica o Blitvenjak[14]), piccolo scoglio a sud-est di Gustaz, lungo circa 130 m[3], alto 8 m, ha un'area di 4402 m²[12] e la costa lunga 307 m[12]; è situato tra Peschiera e Incoronata 43°46′20″N 15°21′20″E.
- Veseglie[15], Vessegliak[7] o Vessegliuk[11] (Veseljuh), scoglio lungo circa 230 m, a est di Peschiera; ha una superficie di 0,014 km²[2], uno sviluppo costiero di 0,53 km[2] e l'altezza di 4 m[3] 43°45′51″N 15°21′55″E.
- Laussa (Lavsa),  piccola isola dalla forma irregolare a sud-est.
- Isolotti Panitola (Panitula Veli e Panitula Mala), a sud.
- Isolotti Idra (Rašip), a nord-ovest.

### Cartografia
- (HR) Mappa topografica della Croazia 1:25000, su preglednik.arkod.hr. URL consultato il 27 febbraio 2017.
- G. Giani, Carta prospettiva delle Comuni censuarie della Dalmazia, fogli 2 e 5, 1839. Fondo Miscellanea cartografica catastale, Archivio di Stato di Trieste.
- Carta di cabottaggio del mare Adriatico, foglio VII, Milano, Istituto geografico militare, 1822-1824. URL consultato il 17 febbraio 2017 (archiviato dall'url originale il 13 aprile 2013).